# 你给的仇恨
《你给的仇恨》（英語： 港台译《致所有逝去的声音》）是安吉·托马斯在2017年發行的一部青少年小说。这本书作为托马斯的处女作，是她在大学期间回应警察枪杀奥斯卡·格兰特事件而写的一部短篇小说的扩展。这本书由斯塔尔·卡特 (Starr Carter)作为第一人称叙述。她是一位来自贫困社区的非裔美国女孩，16岁，就读于该市以白人为主的富裕地区中的一所精英私立学校。斯塔尔在目睹了一名白人警察开枪射杀了她儿时的朋友卡里尔（Khalil）之后，她陷入了全国性的新闻报道之中。她越来越多地公开谈论此次枪击事件，社会局势的紧张情绪在大陪审团决定不起诉枪击事件的警察后达到了顶峰，由此而发生了骚乱。

## 榮譽與評價
《你给的仇恨》在哈珀柯林斯出版社赢得了其版权的竞标赛之后，由该公司旗下的Balzer + Bray 在2017年2月28日发行出版。 这本书取得了商业上的成功，并且一经推出之后就在《纽约时报》年轻人畅销书排行榜上名列榜首，保持这个记录长达50周。它赢得了许多奖项，同时对于托马斯的写作和书中及时的主题也受到了广泛好评。 在这部小说中，托马斯试图扩大人们对于「黑人的命也是命」运动的理解，以及认识到那些使用语码转换的美国黑人所面临的艰难处境。
但书中的主题与有些粗俗的语言同时也引发了一些争议。美国图书馆协会在2017 年、2018 年、2020 年和 2021 年把此书评为最具挑战性的书籍之一。

这本书在2018年10月被二十世纪福克斯公司改编成了电影，并且获得了一些积极的评价。该小说同时还被改编成了有声读物，荣获了多项奖项，其叙述者巴尼·特平也赢得了一致的赞誉。